# Ramuald Klim
Ramuald Klim (belarús: Рамуальд Іосіфавіч Клім)  (Chvojeva, 25 de maig de 1933 - Minsk, 28 de maig de 2011) fou un atleta belarús, especialista en el llançament de martell, que va competir sota bandera de la Unió Soviètica durant les dècades de 1960 i 1970. El 1965 fou guardonat amb l'Orde de la Insígnia d'Honor.
Fill d'una família de pagesos, va començar a entrenar en llançament de martell cap al 1955, però no va començar a destacar fins al 1963, després de guanyar la Copa de Riga i acabar segon al Campionat Soviètic de 1963. En aquells anys, Klim era més lleuger (uns 90 kg) i físicament més feble que els llançadors soviètics d'elit, però tenia un fort equilibri mental i una tècnica de llançament superior.
El 1964 va prendre part en els Jocs Olímpics d'Estiu de Tòquio, on va guanyar la medalla d'or en la prova del llançament de martell del programa d'atletisme. Quatre anys més tard, als Jocs de Ciutat de Mèxic, guanyà la medalla de plata en la mateixa prova. En el seu palmarès també destaquen dues medalles en el Campionat d'Europa, d'or el 1966 i de plata el 1969. També guanyà quatre campionats nacionals de martell, el 1966, 1967, 1968 i 1971.
El 1969 va establir un rècord mundial de l'especialitat amb un llançament de 74,52 metres. Es va retirar el 1973 per convertir-se en entrenador i àrbitre d'atletisme. Des del 1989 fins a la seva mort va ser professor a l'Acadèmia Bielorussa de Cultura Física i Esports. Des del 1976 s'ha celebrat una competició de llançament de martell en honor seu a Minsk.

## Millors marques
- Llançament de martell. 73,76 metres (1969)[6]